# Criminologie
Cet article possède un paronyme, voir Criminology.
La criminologie est l'étude de la nature, des causes, du développement et du contrôle de la criminalité à la fois d'un point de vue individuel et social. C'est un champ interdisciplinaire qui étudie le phénomène criminel et qui fait appel à de nombreuses disciplines allant de la psychologie, au droit, en passant par la sociologie (en particulier dans le domaine de la sociologie de la délinquance) ou l'économie. Le champ de recherche criminologique couvre les incidences, les formes, les causes et les conséquences du crime autant que la régulation sociale et institutionnelle de la réaction au crime. Enseignée dans des universités, elle est parfois désignée par les vocables « sciences criminelles » en français, ou « criminal studies » en anglais et le spécialiste en criminologie se nomme criminologue. Le phénomène criminel, toutefois, peut aussi bien englober tout ce qui est relatif ou qui constitue un crime que ce qui est relatif à la répression, à la sanction du crime, à ce qui conçoit un crime, à l'étiologie du crime ou encore ce qui est considéré comme délinquant. Son caractère scientifique est controversé.

## Histoire
Platon, Aristote et plus tard Saint Thomas d'Aquin se sont intéressés au crime et au criminel. 
La constitution d'une discipline scientifique indépendante prenant comme objectif principal l'étude du criminel, du crime et de la réaction sociale qui y est attachée ne s'est pas faite sans difficultés et cette question fait d'ailleurs toujours débat.
La dénomination même de cette discipline n'a pas été une évidence et s'est faite par tâtonnement (anthropologie criminelle, sociologie criminelle, criminalogie, etc.) à la fin du XIXe siècle et cette recherche « indique qu'il apparaissait alors quelque chose de nouveau à cette époque, quelque chose qu'on sentait le besoin d'appeler, de réfléchir et de mettre en relief d'une façon ou d'une autre ». Le premier ouvrage utilisant explicitement le terme de « criminologie » dans son titre est le manuel intitulé La Criminologie, que publie Raffaele Garofalo en 1885. En 1977, l'étude spécifique de la criminologie féministe, est initiée par l'ouvrage de Carol Smart (en) : Women, Crime and Criminology.
Au-delà de ces questions de terminologie, il reste difficile de déterminer avec précision la date de naissance de la criminologie, chaque auteur[Lesquels ?] semblant « choisir » la date qui correspond le mieux à sa conception même de la discipline. Il est toutefois possible d'identifier quelques grands mouvements qu'a connu le sujet.
Au XIXe siècle, deux courants principaux, regroupant ceux qui sont aujourd'hui le plus souvent considérés comme les fondateurs de la criminologie, vont s'opposer : l'école positiviste italienne et l'école classique.

### École classique
À la fin du XVIIIe siècle et au début du XIXe siècle, de nombreux professionnels, chacun dans leur spécialité (droit, médecine, statistiques, etc.), se sont intéressés au phénomène criminel. Leurs travaux forment le terreau à partir duquel ceux que l'on considérera plus tard comme les fondateurs de la criminologie ont posé les premiers jalons de la discipline que nous connaissons aujourd'hui.

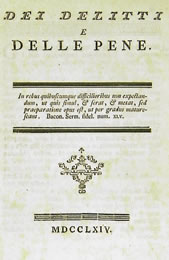
Frontispice de la première édition (1764) de Des délits et des peines (Dei delitti e delle pene) de Cesare Beccaria.

Cesare Beccaria et Jeremy Bentham, principaux représentants de l'École classique, ne mènent pas leurs réflexions dans le sens de la constitution d'une discipline criminologique à part entière. Cependant, s'inscrivant dans une réflexion sur le crime et sa prévention, ils peuvent être considérés non seulement comme des penseurs du droit pénal mais également comme des précurseurs de la criminologie et de la politique criminelle. Cesare Beccaria expose ainsi sa philosophie politique et juridique dans son ouvrage majeur intitulé Des délits et des peines (1764). L'auteur y développe la notion de responsabilité individuelle, de libre arbitre et de prophylaxie sociale. Il y exprime également ce que l'on appelle aujourd'hui le principe de légalité, s'y oppose à la peine de mort et à la torture, y prône la prévention plutôt que la répression et désigne l'éducation comme meilleur moyen de lutte contre la délinquance.
Un autre penseur de ce courant est Jeremy Bentham, inventeur de la notion de panoptique (architecture en forme d'étoile utilisée pour les prisons) et père de la philosophie utilitariste. Cette conception pose que chaque individu recherche le plaisir et tente d'éviter la peine. Il calcule donc chacune de ses actions en fonction de ce couple coût (peine) / bénéfice (plaisir). En partant de ce principe, Bentham met en avant la fonction dissuasive de la peine dans son ouvrage intitulé Théorie des peines et des récompenses (1811).

### École positiviste italienne

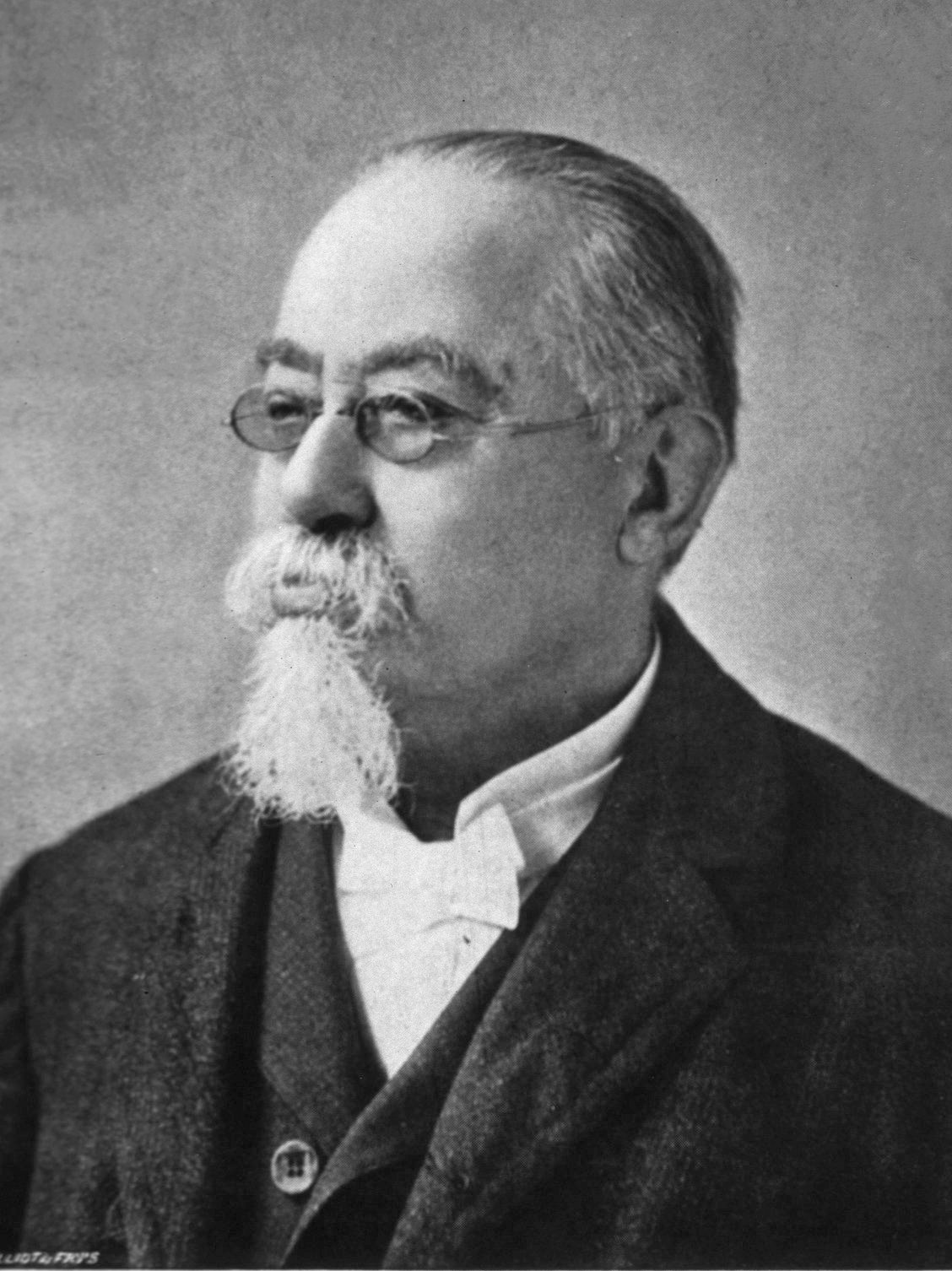
Cesare Lombroso.

Cette école est principalement représentée par Cesare Lombroso et par ses deux disciples Enrico Ferri et Raffaele Garofalo. Cesare Lombroso, médecin légiste italien, inspiré par la théorie évolutionniste de Charles Darwin et par la physiognomonie, est convaincu que l'homme criminel représente un type particulier, moins avancé dans son évolution que ses contemporains. Il va donc chercher à identifier les signes qui permettraient de témoigner de cet état de fait. Ces signes peuvent être d'ordre anatomique (forme du crâne, insensibilité à la douleur, par exemple) mais aussi comportementaux (tatouages, usage de l'argot, etc.). Fort de ses recherches sur des milliers d'individus, il publie en 1876 son principal ouvrage, L'Homme criminel (1876), dans lequel il expose sa théorie du criminel-né. Il y défend l'idée du caractère inné de la criminalité, qui résulterait donc selon lui d'un processus d'atavisme, c'est-à-dire de la résurgence de caractéristiques archaïques chez ces individus. Appliquant la méthode scientifique à l'étude du criminel, Lombroso est souvent considéré comme le fondateur de la criminologie scientifique.
Enrico Ferri, un étudiant de Lombroso, a cru que l'environnement social ainsi que les facteurs biologiques jouaient un rôle prédominant et que l'accumulation de tous ces facteurs rendaient le criminel irresponsable de ses actes car hors de sa volonté. Les criminologues ont depuis rejeté les théories biologiques de Lombroso. Cette école s'est enrichie des apports de la médecine, de la biologie et de l'anthropologie.

### Psychiatrie et phrénologie

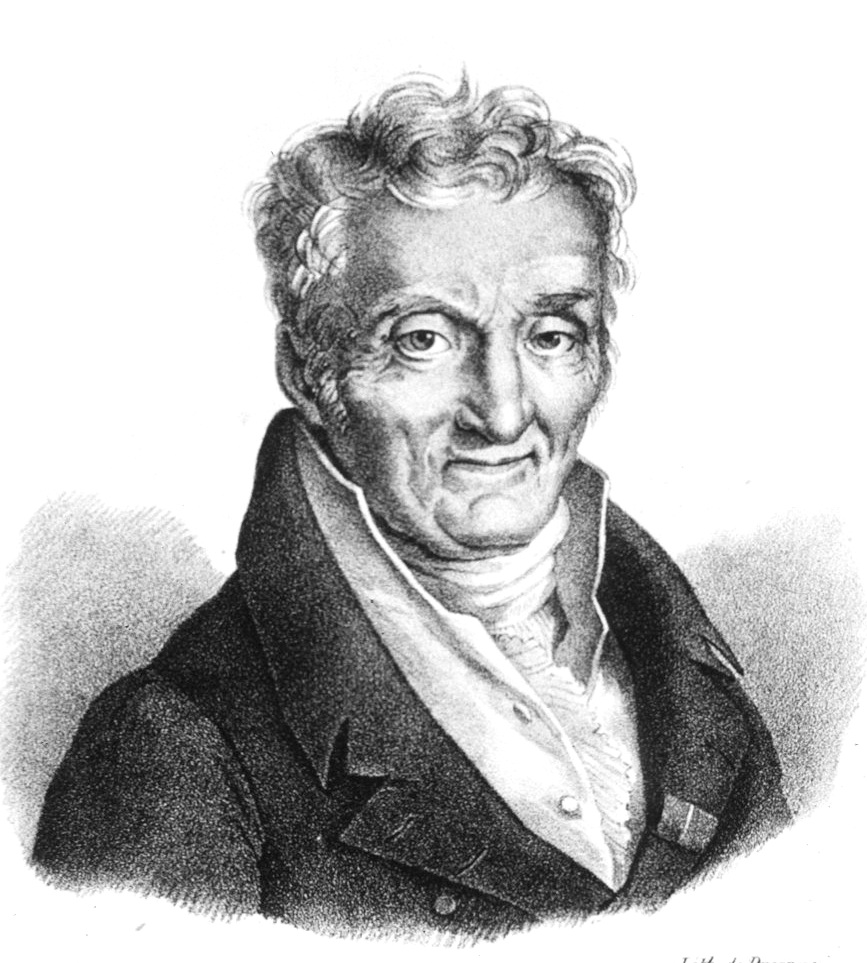
Philippe Pinel.

Les noms de Philippe Pinel et de Jean-Étienne Esquirol sont davantage associés aux débuts de la psychiatrie plutôt qu'à ceux de la criminologie. En effet, les comportements délinquants ne sont pas l'objet principal de la psychiatrie mais sont de fait entrés dans le champ de ses observations, notamment sous l'angle de l'évaluation de la responsabilité pénale.
Pinel tout d'abord travaille ainsi à distinguer différentes formes d'aliénations (en se basant sur l'observation des troubles dont ses patients sont atteints) et élabore l'une des premières classifications des maladies mentales. Parmi les pathologies ainsi isolées, il décrit la manie. Il souligne la violence des crises maniaques et explique que le délire n'est pas systématique. Il décrit la manie sans délire de la façon suivante : « Elle est continue, ou marquée par des accès périodiques. Nulle altération sensible dans les fonctions de l’entendement, la perception, le jugement, l’imagination, la mémoire, etc., mais perversion dans les fonctions affectives, impulsion aveugle à des actes de violence, ou même d’une fureur sanguinaire, sans qu’on puisse assigner aucune idée dominante, aucune illusion de l’imagination qui soit la cause déterminante de ces funestes penchants. » Pinel défend enfin l'idée de la guérison possible des manies, guérison qui nécessite un traitement moral dans un cadre institutionnel adapté.
Esquirol, élève de Pinel, poursuit l'œuvre de celui-ci et isole, en partant de la mélancolie décrite par son maître, l'entité nosologique des monomanies. Elles se caractérisent par un délire partiel, ne touchant au début qu'un seul (ou un nombre restreint) d'idées. Esquirol inscrit les monomanies dans le prolongement des passions humaines, constituant une forme d'exagération qui échappe au contrôle de l'individu. C'est dans le cadre des monomanies qu'il fera entrer dans le domaine de la maladie mentale des comportements conduisant jusque-là leurs auteurs davantage devant un juge que devant un médecin. Il décrit en effet la monomanie homicide comme « un délire partiel, caractérisé par une impulsion plus ou moins violente au meurtre. »
Pinel puis Esquirol provoquent ainsi plus ou moins directement de nombreux débats sur la question de la responsabilité pénale des criminels.

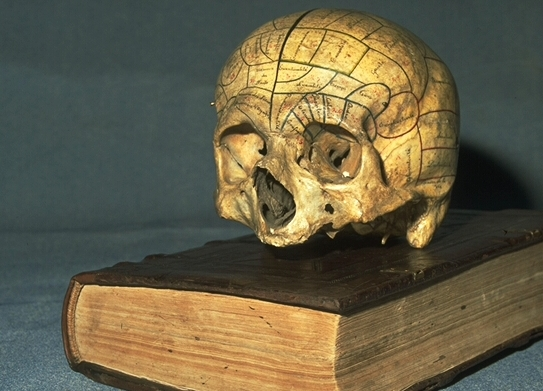
Crâne phrénologique

Franz Joseph Gall est un médecin allemand qui a concentré son travail sur l'étude du cerveau. S'il commence par travailler sur les liens entre la matière grise et la substance blanche, il développe par la suite une théorie localisationiste selon laquelle les facultés mentales sont liées spécifiquement à certaines parties du cerveau. Il poursuit sur cette voie et, d'après des observations faites notamment sur ses étudiants, en déduit que la forme du crâne est influencée par le développement des zones cérébrales qu'il contient. Il fait donc un lien direct entre la morphologie du crâne et les traits de caractères, ouvrant la voie aux futurs travaux de Cesare Lombroso sur le criminel né. Si la question des localisations corticales reste encore aujourd'hui importante dans l'étude du cerveau, la phrénologie et les recherches sur un lien supposé entre anatomie du crâne et traits de personnalité seront quant à elles vite abandonnées.

### Statistiques morales
André-Michel Guerry pour la France et Adolphe Quetelet pour la Belgique, sont considérés comme les fondateurs de la statistique morale. Ils sont en effet parmi les premiers à s'intéresser aux statistiques des crimes et délits. Leurs études sur la consistance numérique des crimes suscitèrent une large discussion entre liberté et déterminisme social. Tout au long de sa carrière, Guerry s'intéressa par exemple à la recherche de relations entre variables sociales et morales. Il remarqua la grande régularité des taux de criminalité et de suicide à travers les époques, ce qui lui laissa entrevoir que les actions humaines étaient peut-être régies par des lois plus générales, semblables à celles qui régissent la physique. Leurs travaux constituent l'une des prémices de la criminologie ainsi que de la sociologie.

### Premiers enseignements
La première école de police scientifique est fondée en Suisse, en 1909, par Rodolphe Archibald Reiss : il s'agit de l'Institut de police scientifique de l'Université de Lausanne,. Photographe talentueux, Reiss a tiré parti de sa passion pour doter les sciences criminelles de nouveaux outils d’analyse. Sur invitation du gouvernement serbe, il examina les crimes de guerre commis pendant la Première Guerre mondiale et participa à la conférence de paix de 1919.

### Stabilisation de la criminologie contemporaine
À l'origine, dans la première moitié du XIXe siècle, la criminologie est d'abord un discours sur le crime et la criminalité, ce qui en fait un des premiers champs d'étude de la sociologie. Mais, comme depuis le siècle des Lumières, d'une part des juristes s'intéressent au sort que l'on doit réserver aux délinquants (voir Beccaria, Faustin Hélie), d'autre part des médecins cherchent à comprendre et à traiter l'esprit criminel (voir Pinel), très rapidement la criminologie s'est développée dans la direction de la compréhension du criminel (voir Lombroso, Ferri, Lacassagne, Dallemagne) et un peu plus tard celle de sa victime.
C'est ainsi que depuis la fin du XIXe siècle, on peut dire que la criminologie au sens large est la science dont l'objet polymorphe est constitué par tout ce qui touche le phénomène criminel, soit aux premiers chefs le crime, la criminalité, le criminel et sa victime, mais aussi et par extension la prévention du crime, la réaction sociale face au crime, la place des victimes dans le processus criminel, les instances de lutte contre le crime, le contrôle de la délinquance, l'étude de la violence physique ou morale, etc. Sur ce vaste et multiple objet, la criminologie a eu du mal à développer son monopole méthodologique et son autonomie scientifique. Dès son origine, elle a été tiraillée par des mouvements tantôt centripètes tantôt centrifuges. Les premiers ont favorisé le passage des disciplines mères à une science autonome ; on a vu, par exemple, la sociologie criminelle devenir la criminologie sociologique, la psychologie criminelle se transformer en criminologie psychologique, la biologie criminelle se muer en bio-criminologie. Mais, à l'inverse, surtout à la fin du XXe siècle, on a vu croître la tendance au développement de disciplines spécialisées telles que la victimologie, les sciences policières, la polémologie, la génétique criminelle, le profilage criminel, etc.

## Scientificité controversée
La criminologie n’est pas une science dure, et son caractère scientifique ne fait pas consensus : elle est soit considérée comme une science humaine, soit comme une pseudoscience.
À la suite de la création par arrêté du gouvernement Fillon III d'une section 75 de « criminologie » au sein du Conseil national des universités le 13 février 2012, une motion est adoptée par ce dernier le 21 mars 2012 pour faire supprimer cette section, au motif que la criminologie n’a pas de valeur scientifique. À la suite du changement de gouvernement, la section 75 est finalement supprimée par arrêté en date du 6 août 2012.

## Écoles de pensée

### Courant sociologique
Le positivisme sociologique considère que des facteurs sociologiques comme la pauvreté, le fait d'être membre d'une sous-culture ou d'avoir reçu un niveau d'éducation peu élevé peuvent prédisposer au crime. Adolphe Quetelet utilisa l'analyse de données statistiques pour renforcer la relation entre le crime et les facteurs sociologiques. Il se rendit compte que l'âge, le genre, la pauvreté, l'éducation et la consommation d'alcool et de produits stupéfiant étaient des facteurs très importants liés au phénomène criminel. Rawson W. Rawson (en) utilisa la statistique criminelle pour suggérer un lien entre la densité de la population et le nombre des crimes, ainsi il considère que les grandes villes sont un environnement favorable au phénomène criminel. Joseph Fletcher et Joseph Glyde présentèrent une publication à la Royal Statistical Society sur leurs études au sujet du crime et de sa répartition. Henry Mayhew utilisa une méthode empirique et une approche ethnographique pour aborder les questions sociales et la pauvreté entre citoyens londoniens ayant du travail et ceux vivant dans la pauvreté. Émile Durkheim estime que le crime est un phénomène inévitable, inhérent à toute société humaine quelle que soit la redistribution des richesses ou les différences sociales.
Le crime peut se perpétrer à travers un groupe. L'acte criminel peut être appris et se justifier lors de certaines circonstances spécifiques. L’interaction avec d'autres personnes antisociales est un facteur majeur du phénomène criminel. Le comportement criminel se répète et devient chronique s'il est renforcé. Quand une sous-culture criminelle existe, de type gangs de rue ou mafia, de nombreux individus s'associent pour commettre des crimes et le taux de criminalité augmente dans des zones géographiques spécifiques. Des psychologues peuvent participer de ce regard sur le phénomène criminel au sens sociologique du terme, mettant en lumière les liens ténus entre structures sociales, rôles sociaux, étiquetage social, reconnaissance symbolique et passage à l'acte.

### Courant biologique
Depuis Lombroso, la criminologie promeut des théories et pratiques pseudoscientifiques liées à l’eugénisme, comme la phrénologie et la physiognomonie. Une autre exemple est le mythe du « chromosome du crime », qui témoigne de biais sexistes dans la criminologie. Au XXIe siècle, un courant naît aux États-Unis revendiquant un renouveau de la « criminologie biosociale », se présentant comme une remise en cause courageuse, idéologique et de droite de l’abandon des théories de Lombroso. Cette renaissance s’explique par les motivations carriéristes d’universitaires en position défavorables au sein d’un champ académique sans légitimité, car n’étant jamais parvenus à consensus scientifique, qui trouvent par là un moyen de profiter de la fascination médiatique pour les théories biologiques de la criminalité.
Les théories biologiques du crime demeurent très controversées et ne font pas l'objet d'un consensus au sein de la communauté scientifique, que ce soit s'agissant de l'action des gènes ou du cerveau.

#### Théories
Le comportement agressif a pu être associé à des anomalies des trois principaux systèmes de régulation biologiques et physiologiques que sont le système de la sérotonine, le système des catécholamines et l'axe hypothalamo-hypophyso-surrénalien. Les anomalies de ces systèmes seraient également connus pour être induits par le stress, que ce soit un stress aigu sévère ou un stress chronique de faible ou moyenne intensité.
D'après l'ouvrage Crime and Human Nature du criminologue James Q. Wilson (en) écrit avec Richard Herrnstein, deux critères biologiques pourraient avoir une influence sur la criminalité : l'âge et le sexe. Trois corrélations supplémentaires pourraient en outre exister entre biologie et criminalité : la présence des gènes MAOA et HTR2B chez une part importante de criminels ; un fonctionnement anormal des régions frontales et temporales du cerveau ; enfin un état de sous-excitation physiologique chez les criminels multirécidivistes[réf. incomplète].

#### Critiques
À l'inverse de cette tendance à privilégier des critères purement biologiques pour appréhender le phénomène criminel Jean Pradel souligne l'importance d'en appeler à la rigueur scientifique : « Procédant de façon méthodique Tony Ferri commence par définir les notions de crime, de criminalité et de criminologie. Si les deux premiers termes sont classiquement définis sans qu'il soit nécessaire de revenir là-dessus, le troisième est plein de difficultés ».

## Enseignement et recherche
En France, la criminologie est principalement enseignée à l'université, mais pas comme une discipline indépendante. Une chaire de criminologie est créée au Conservatoire National des Arts et Métiers en 2009. En juin 2010, la Conférence Nationale de Criminologie, une mission universitaire commandée par le gouvernement Sarkozy, remet un rapport définissant cette discipline comme « l'étude scientifique du phénomène criminel et des réponses que la société apporte ou pourrait apporter », proposant un état des lieux de l'enseignement et formulant des recommandations. En effet, la criminologie n’ayant jamais constitué une unité disciplinaire, elle est particulièrement dépendante des financements publics ponctuels, de plus en plus importants depuis le début du XXIe siècle, qui compromettent la neutralité des méthodes et des résultats.
Au Québec, la criminologie est enseignée comme une discipline des sciences sociales depuis 1960, année de fondation de l’École de criminologie de l’Université de Montréal. Elle est, depuis les années 1990, également enseignée à l'Université Laval à Québec. Cette formation mène à l’obtention de diplômes des trois cycles universitaires et peut aussi mener au titre de criminologue si l'individu devient membre de l'Ordre Professionnel des Criminologues du Québec (OPCQ).